# Iuri Grigorovski
Iuri Grigorovski   (Moscou, 28 de març de 1939) és un waterpolista rus que va competir sota bandera soviètica durant les dècades de 1950 i 1960.
El 1960 va prendre part en els Jocs Olímpics d'Estiu de Roma, on guanyà la medalla de plata en la competició del waterpolo. El 1968, a Ciutat de Mèxic, tornà a guanyar la medalla de plata en la |mateixa competició.
A nivell de clubs jugà al Dinamo Moscou (1957-1970), amb qui guanyà les lligues soviètiques de 1957 a 1963 i de 1967 a 1969.